# Свекровь (пьеса)
«Свекро́вь» (лат. Hecyra) — комедия Публия Теренция Афра (190—159 гг. до н. э.).
Теренций известен тем, что обрабатывал греческие пьесы, сохраняя идеологическую направленность и художественную особенность оригиналов, их строгую архитектонику, последовательное ведение характеров и серьёзный тон. В частности, «Свекровь» 
появилась в результате переработки Публием произведения «Третейский суд» Менандра. Это история о муже, совершившем насилие над своей будущей женой.
В этой пьесе нет ни одного комического образа; немногочисленные сцены с участием рабов носят лёгкий юмористический характер, но никогда не превращаются в буффонаду. Интрига как таковая отсутствует. Развитие сюжета естественным образом вытекает из характеров персонажей. Произведение рассчитано на сочувствие зрителя к людям, запутавшимся в трудной ситуации.
Комедия проваливалась два раза, так как зрители Рима отдавали предпочтение то боям гладиаторов, то представлению канатоходца на площади. Часть пришедших просто засыпала. Пьеса прошла только в третьей постановке.
Музыку к комедии написал вольноотпущенник или раб Флак.

## Действующие лица
- Памфил и Филумена, молодые супруги.
- Лахет и Сострата, родители Памфила.
- Фидипп и Миринна, родители Филумены.
- Вакхида, гетера.

## Фабула
Несмотря на то, что все главные герои отличаются античным благородством, они попадают в сложное положение из-за неосмотрительного поступка Памфила, овладевшего на празднестве незнакомой девушкой. Жена Памфила, Филумена, вскоре после свадьбы оказывается беременной. Миринна забирает её к себе, чтобы скрыть это событие. Памфил отказывается принимать чужого ребёнка, но выясняется, что это и есть плод насилия. Название дано по одному из эпизодов, когда герои пытаются объяснить бегство Филумены ссорой со свекровью, что связано с традиционными стереотипами о взаимоотношениях в семье.

## Переводы
Одним из первых переводчиков пьесы на русский язык был естествоиспытатель и литератор Фёдор (Феодор) Петрович Моисеенков (Мойсеенков) (1754—1781). В 1768 году комедия была им переведена в «учебных целях», когда он учился в Академической гимназии. Под названием «Екира, или Свекровь» перевод был опубликован в 1774 году в составе третьего тома трёхтомного собрания пьес Теренция, вышедшего в Санкт-Петербурге в 1773—1774 годах с параллельными текстами на русском и латинском языках:
- Екира или Свекровь / Пер. Феодор Мойсеенков // Комедии Публия Терентия Африканскаго : Переведенныя с латинскаго на российский язык. : С приобщением подлинника. — СПб. : При Имп. Акад. наук, 1774. — Т. 3. — [2], 380 с. — Библиографическая карточка в РГБ.